# Marcapassos cardíac artificial
|  | No s'ha de confondre amb marcapassos cardíac. |

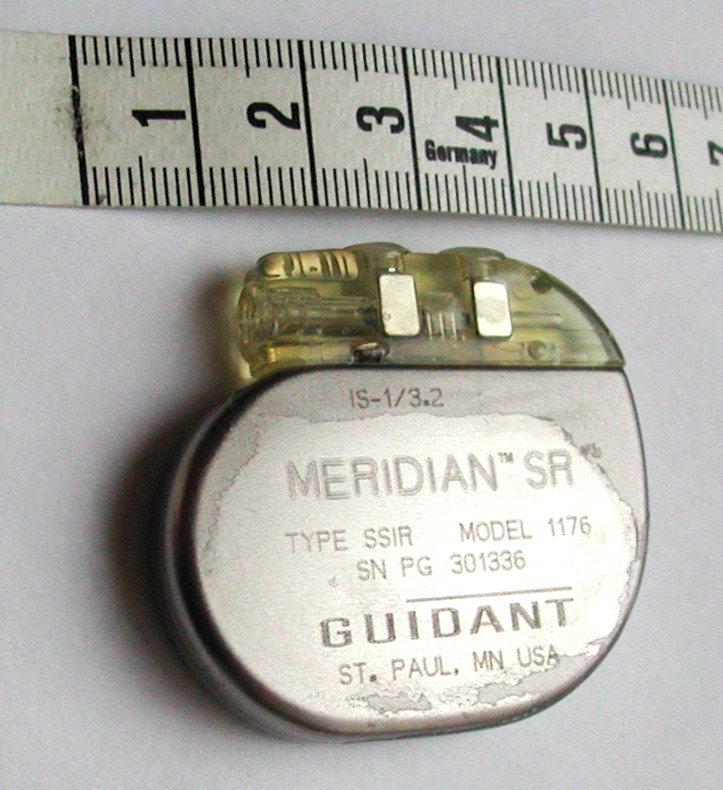
Marcapassos explantat després d'un normal esgotament de la bateria.

El marcapassos cardíac artificial (o, senzillament, marcapassos, si s'entén dins del context) és generador d'estímuls elèctrics que, connectat permanentment al cor, n'assegura la contracció i el ritme. S'implanta en cas de problemes de ritme cardiac. Després de llargs anys en la millora de la tècnica, els marcapassos han arribat a ser sistemes segurs i fiables, fent de la medicació crònica una pràctica totalment superficial. Un marcapassos modern té una vida estimada d'entre cinc i dotze anys. Posteriorment es pot canviar molt fàcilment gràcies a l'estandardització (IS-1-standard) de les connexions dels elèctrodes.

## Estructura i tipus
Un marcapassos és un aparell electrònic generador d'impulsos que exciten artificial i rítmicament el cor quan els marcapassos naturals del cor no poden mantenir el ritme i la freqüència adequats. A més aquests dispositius monitoritzen l'activitat elèctrica cardíaca espontània, i segons la seva programació desencadenen impulsos elèctrics o no.
El marcapassos consta d'un generador d'impulsos i d'uns catèters amb superfícies exposades (elèctrodes). El generador té una bateria la funció és aportar corrent elèctric suficient per a l'estimulació de les fibres miocardíaques. Actualment es fan servir bateries de Liti que permeten major durada, confiança i predictibilitat del seu esgotament. Consta també d'un oscil·lador que s'encarrega de que l'estímul lliurat duri intervals de temps breus i a una freqüència d'acord amb la programació: Això es modifica segons el sensat; interval A-V, etc.
Existeixen dos tipus de marcapassos definitius: unicamerals i bicamerals. En funció de la patologia de base, edat i característiques de la persona, es tria la implantació d'un o un altre. També es valora el tipus d'estimulació, de manera que poden portar o no un mecanisme d'adaptació de la freqüència cardíaca segons les necessitats metabòliques, estimular o detectar en aurícula, ventricle o ambdues càmeres i poden respondre a aquesta detecció de diverses maneres. Aquests marcapassos capten la freqüència pròpia del cor i solo ho estimulen quan la freqüència cardíaca descendeix per sota d'aquella a la qual està ajustat el dispositiu. Existeixen molt diferents tipus de marcapassos a demanda, fins i tot programables, en els quals poden ajustar-se la freqüència cardíaca, la intensitat i la durada de l'impuls i del període refractari.

## Funcions
Els nous marcapassos tenen a més altres funcions:
- Sincronització, per un problema de comunicació, entre l'aurícula i el ventricle (bloqueig-AV).
- Modificació de la freqüència dels batecs per adequar-se a activitat corporal del portador (marcapassos de freqüència adaptativa)
- Ajuda a evitar problemes de ritme de l'aurícula mitjançant sobreestimulació (pas preventiu).
- Gravació o seguiment de les pertorbacions del ritme cardíac.
- Millora de la funció de bombament del cor mitjançant una estimulació del ventricle esquerre o de tots dos en cas d'un mal funcionament del ventricle esquerre i falta de reg (teràpia de resincronització cardíaca).

Les funcions del marcapassos també es troben en el desfibril·lador implantable, per tornar al cor el seu ritme correcte després d'una descàrrega.

## Història

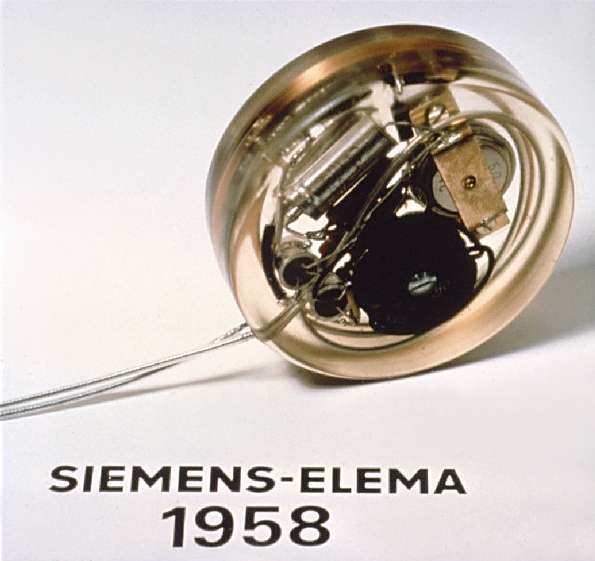
Primer marcapassos implantable.

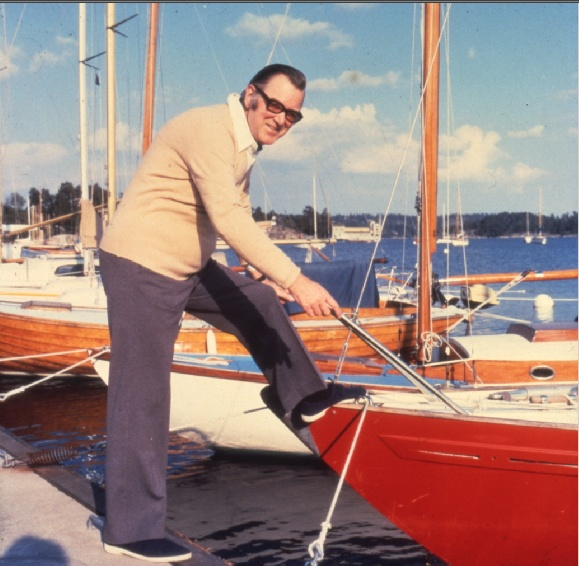
El 1958, Arne Larsson (1915 - 2001) es va convertir en la primera persona a rebre un marcapassos implantable. Durant la seva vida va tenir un total de 26 marcapassos i va ser un activista que va ajudar altres pacients amb problemes cardíacs.

El 1899, J. A. McWilliam reportar al British Medical Journal els seus experiments en els quals l'aplicació d'un impuls elèctric al cor humà en estat asistòlic causava una contracció ventricular i que un ritme de 60-70 polsos per minut podia ser evocat per impulsos elèctrics aplicats a espais iguals a 60-70 per minut.
El 1926, el Doctor Mark C. Lidwell a l'hospital Royal Prince Alfred de Sydney, recolzat pel físic Edgar H Booth de la Universitat de Sydney, van inventar un dispositiu portàtil que es connectava a un "punt de dispar" al cor, i que consistia en dos elèctrodes; un era un coixinet amarat en solució salina aplicat sobre la pell i un altre era una agulla aïllada excepte la punta que es clavava a la cambra cardíaca apropiada. El ritme del marcapassos era variable de 80 a 120 impulsos per minut i de la mateixa manera, el voltatge variava des de 1,5 fins a 120 volts. El 1928, aquest dispositiu va ser usat per reviure un nen que havia nascut mort a l'hospital matern Crown Street a Sydney, el cor va continuar bategant "per voluntat pròpia" després de 10 minuts d'estimulació.
El 1932, el fisiòleg americà Albert Hyman, treballant de forma independent, va inventar un instrument electro-mecànic que va desenvolupar amb un motor elèctric de maneta. Hyman es referia al seu invent com "marcapassos artificial", terme que s'usa avui dia. Hyman va provar el seu invent en animals i va aconseguir reviure 14 de 43 animals de laboratori.
Entre els inicis de la dècada de 1930 i la Segona Guerra Mundial va succeir una aparent interrupció de publicacions d'investigació sobre marcapassos potser per la percepció pública que s'estava "interferint amb la natura" al "reviure als morts". Per exemple, "Hyman no va publicar dades sobre l'ús del seu marcapassos en humans per la mala publicitat, tant dels seus col·legues metges com dels reportatges en diaris de l'època. Lidwell va poder haver-se adonat d'això i no va procedir amb experiments en humans ".
Un marcapassos extern va ser dissenyat i construït per l'enginyer electricista canadenc John Alexander Hopps el 1950 basat en les observacions del cirurgià cardio-toràcic Wilfred Gordon Bigelow a l'hospital Toronto General. Un aparatós dispositiu extern que utilitzava tecnologia de tubs de buit per subministrar estimulació cardíaca transcutània, era poc pràctic i dolorós per al pacient que l'havia de fer servir i sent alimentat per corrent altern del endolls, comportava un risc potencial de electrocució.
En els anys següents, innovadors com Paul Zoll, van fer cada vegada més petits els dispositius d'estimulació transcutània usant grans bateries recarregables com a font d'energia.
El 1957, el Doctor William L. Weirich va publicar els resultats d'una investigació desenvolupada a la Universitat de Minnesota. Els estudis van demostrar la restauració del ritme cardíac, pressió aòrtica mitjana i cabal cardíac en animals amb bloqueig cardíac mitjançant l'ús d'un elèctrode en el miocardi. Aquest efectiu control de bloquejos cardíacs post-quirúrgics va provar ser una contribució significativa a la disminució de la mortalitat en cirurgies a cor obert durant aquest període.
El desenvolupament del transistor de silici i la seva disponibilitat comercial el 1956, van ser fets crucials que van encaminar un ràpid avanç en la tecnologia dels marcapassos cardíacs.
El 1957, l'enginyer Earl Bakken de Minneapolis, Minnesota, construí el primer marcapassos extern que podia dur posat un pacient del doctor C. Walton Lillehei. Aquest marcapassos transistoritzada, acomodat en una petita caixa de plàstic, havia controls que permetien l'ajust del ritme i voltatge, i estava connectat a cables que traspassaven la pell del pacient per acabar en uns elèctrodes fixats a la superfície del miocardi.
El 1958 l'enginyer electrònic nascut a Bogotà, Colòmbia i coautor de "Viatge al Cor de les balenes" Jorge Reynolds Pombo inventaria el primer marcapassos extern, amb elèctrodes interns mentre que la primera implantació clínica d'un marcapassos intern en un humà va ser feta pel cirurgià Åke Senning aquest mateix any en el Institut Karolinska a Slona, Suècia, usant un marcapassos dissenyat per Rune Elmqvist. Es van connectar els elèctrodes al miocardi mitjançant una Toracotomia. El dispositiu va fallar tres hores després. Un segon dispositiu va ser implantat i va durar dos dies. El primer pacient al món amb marcapassos intern, Arne Larsson, va rebre 26 marcapassos diferents al llarg de la seva vida. Va morir el 2001 a l'edat de 86 anys.
El 1959, la tècnica de l'estimulació temporal transvenosa va ser demostrada per primera vegada per Furman i altres. Un elèctrode-catèter es va inserir en la vena basílica del pacient.
El 3 de febrer de 1960, es va implantar a Montevideo, Uruguai una versió millorada del marcapassos del suec Elmqvist a l'Hospital Casmu 1 pels doctors Orestes Fiandra i Roberto Rubio. Va ser el primer implant d'un marcapassos a Amèrica. El dispositiu va durar fins que el pacient va morir d'altres malalties 9 mesos més tard. El precoç disseny suec amb bateries recarregables feia necessari l'ús d'una bobina d'inducció per a la seva recàrrega des de l'exterior del cos del pacient.
Els marcapassos implantables construïts per l'enginyer Wilson Greatbatch es van començar a usar des d'abril de 1960 després de nombroses proves en animals. La innovació de Greatbatch sobre els primers dispositius suecs consistia en l'ús de bateries de mercuri com a font d'energia. El primer pacient en rebre un d'aquests marcapassos va viure més de 18 mesos
La primera vegada que es va emprar l'estimulació transvenosa conjuntament amb un marcapassos implantat va ser als anys 1962-63 i portada a terme per Parsonnet als Estats Units, Lagergren a Suècia i per Jean-Jaques Welti a França.
El procediment transvenós o perivenós involucra la incisió en una vena per la qual s'insereix l'elèctrode i es guia mitjançant fluoroscòpia fins al punt dins la trabécula del ventricle dret on es s'ha d'allotjar. Aquest mètode es va convertir en el mètode per excel·lència cap a mitjans de la dècada de 1960. Fins a aquesta època tots els marcapassos patien de falta de fiabilitat i curts períodes de vida de les bateries que principalment eren bateries de mercuri.

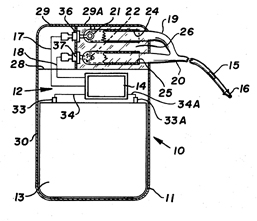
Primer marcapassos amb cel·la de iodur de liti. Cardiac Pacemakers Inc 1972

Cap a final de la dècada dels 1960, moltes companyies als Estats Units van desenvolupar marcapassos accionats per un generador termoelèctric de radioisòtops, però van ser sobrepassats pel desenvolupament el 1971 de la cel·la de iodur de liti per Wilson Greatbatch. Les cel·les de iodur de liti o ànode de liti es van convertir en l'estàndard per a futurs dissenys de marcapassos.
Un impediment addicional a la fiabilitat dels primers dispositius era la difusió de vapor d'aigua dels líquids corporals a través de la resina que encapsulava els circuits electrònics. Aquest fenomen es va superar folrant el marcapassos amb una coberta de metall hermèticament segellada, inicialment per Telectronics d'Austràlia el 1969 seguida per Cardiac Pacemakers Inc de Minneapolis el 1972. Aquesta tecnologia, que utilitza titani a la coberta es va convertir en estàndard cap a mitjans de la dècada de 1970.
Altres que van contribuir significativament al desenvolupament tecnològic dels marcapassos en els inicis van ser Bob Anderson de Medtronic Minneapolis, JG (Geoffrey) Davies de St George 's Hospital Londres, Barouh Berkovits i Sheldon Thaler d'American Optical, Geoffrey Wickham de Telectronics Austràlia, Walter Keller de Cordis Corp a Miami, Hans Thornander qui es va unir a Rune Elmquist de Elema-Schonander a Suècia, Janwillem van den Berg d'Holanda i Anthony Adducci de Cardiac Pacemakers Inc Guidant. El 2011, novament Jorge Reynolds Pombo va anunciar el llançament d'un dispositiu de la mida d'un terç de gra d'arròs que no necessita bateries, i que podia ser monitoritzat per internet des de qualsevol part del món, aquest a més pot implantar mitjançant cirurgia ambulatòria i usa la pròpia energia del cor per recarregar la pila.